# داستان جاسوسی

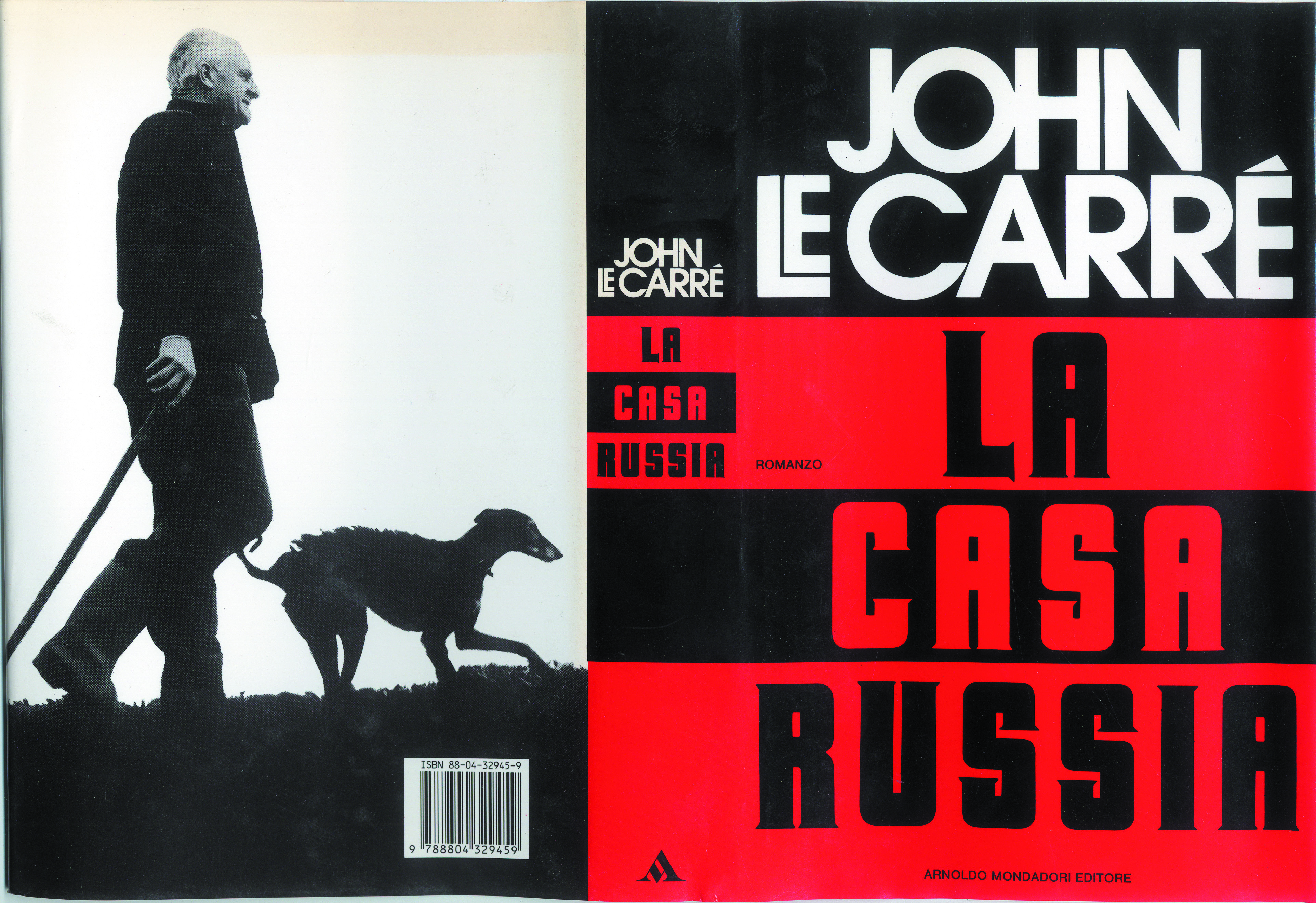
جلد نسخه ایتالیایی رمان جان لو کاره La Casa Russia (1989)

داستان جاسوسی (به انگلیسی: Spy fiction) ژانری از ادبیات است که از جاسوسی به عنوان زمینه داستانی استفاده می‌کند. در اوایل قرن بیستم پس از به وجود آمدن رقابت و دسیسه بین قدرت‌های بزرگ جهانی و تأسیس سازمان‌های اطلاعاتی مدرن، این ژانر ظهور کرد. با توسعه فاشیسم و کمونیسم در پیش از جنگ جهانی دوم ایده‌های جدیدی به این ژانر اضافه شد و در طول جنگ سرد به رشد خود ادامه داد. پس از ظهور دولت‌های سرکش، سازمان‌های جنایتکار بین‌المللی، خرابکاری و جاسوسی تکنولوژی از جوامع غربی، شبکه‌های تروریستی جهانی، ایده‌های جدیدتری دریافت کرد. به عنوان یک ژانر، داستان جاسوسی از نظر موضوعی به رمان‌های ماجراجویی مثل رمان زندانی زندا چاپ ۱۸۹۴ یا آثار دلهره‌آور (مانند آثار ادگار والاس) یا دلهره‌آور سیاسی-نظامی (مانند کتاب آمریکایی آرام) نزدیک است.
بسیاری از نویسندگان داستان‌های جاسوسی خود افسران اطلاعاتی بوده‌اند که برای آژانس‌های بریتانیایی مانند MI5 یا MI6 یا آژانس‌های آمریکایی مانند سیا یا اواس‌اس کار کرده بودند.